# Ikun-pi-Ishtar
Ikūn-pī-Ištar of Ikūn-pīša was ca 1862 v.Chr. gedurende zes maanden koning van Isin. Over de omstandigheden van zijn regering is weinig duidelijkheid.
Zijn naam Ikūn-pīša betekent "haar woord is rechtvaardig" en dit is waarschijnlijk een afkorting van Ikūn-pī-Ištar "het woord van Ištar is rechtvaardig". In deze vorm komt de naam ook voor in de kroniek N 1610 en in een tekst van Sippar (Edubba 7,115: 31). Maar van de laatste tekst is de betekenis onduidelijk. Buiten zijn regeringsduur is er verder niets over hem bekend.
Op de latere 'officiële versies' van de Sumerische koningslijst komt zijn naam net als die van zijn voorganger niet voor Wellicht is ook dit een geval van damnatio memoriae, maar de reden is niet duidelijk.